# Warren Wood
Warren Kenneth Wood (Chicago, Illinois, 27 d'abril de 1887 - Pelham Manor, Nova York, 27 d'octubre de 1926) va ser un golfista estatunidenc que va competir a principis del segle xx.
El 1904 va prendre part en els Jocs Olímpics de Saint Louis, on guanyà la medalla d'or en la prova per equips del programa de golf, com a membre de l'equip Western Golf Association. En la prova individual quedà eliminat en setzens de final.
En el seu palmarès destaquen les victòries als campionats de golf North and South Amateur de 1906 i al Western Amateur de 1913. Durant la Primera Guerra Mundial serví per a la Creu Roja.